# Postalesio
Postalesio is een gemeente in de Italiaanse provincie Sondrio (regio Lombardije) en telt 618 inwoners (31-12-2004). De oppervlakte bedraagt 10,6 km², de bevolkingsdichtheid is 61 inwoners per km².

## Demografie
Postalesio telt ongeveer 271 huishoudens. Het aantal inwoners steeg in de periode 1991-2001 met 5,7% volgens cijfers uit de tienjaarlijkse volkstellingen van ISTAT.
| Jaar | Inwoneraantal |
| ---- | ------------- |
| 1991 | 576           |
| 2001 | 609           |

## Geografie
Postalesio grenst aan de volgende gemeenten: Berbenno di Valtellina, Caiolo, Castione Andevenno, Cedrasco, Fusine, Torre di Santa Maria.